# Piacenza Football Club 1956-1957
Questa pagina raccoglie le informazioni riguardanti il Piacenza Football Club nelle competizioni ufficiali della stagione 1956-1957.

## Stagione
Nella stagione 1956-57 il Piacenza ha disputato il girone B della Serie D, un torneo a 18 squadre, con 45 punti in classifica ha ottenuto la terza piazza. Il torneo è stato vinto dalla Marzoli di Palazzolo sull'Oglio con 54 punti, ciò gli ha permesso di disputare gli spareggi promozione. Il Fanfulla secondo, il Piacenza terzo, il Varese quarto, la SNIA Varedo quinta e la Gallaratese sesta, sono ammesse alla IVª Serie Eccellenza, tutte le altre retrocesse nella IVª Serie Seconda Categoria.
La retrocessione a tavolino provoca un terremoto negli ambienti sportivi piacentini, il presidente Aldo Albonetti che è stato condannato deve farsi da parte, la società è commissariata. Si riparte dal quarto livello del calcio nazionale sempre con Ercole Bodini che dà ampio spazio ai giovani. L'attaccante Albino Cella destinato a raggiungere la Serie A, il centrocampista Piero Ferri, il difensore Ernesto Cesena ed il centrocampista Alberto Galandini, ma la sorpresa più interessante è stato il ritorno dalla Bassanese di Franco Ghiadoni che in campionato realizzerà 14 reti. Con l'innesto di queste forze fresche accanto ad alcuni elementi di esperienza quali Orlando Bissi, Rinaldo Marchesi e Carlo Colombetti, la formazione di Ercole Bodini disputa un'ottima stagione, pur rimanendo lontana dalla vetta della classifica. Il terzo posto finale permette ai biancorossi di entrare a far parte del girone di eccellenza della IVª Serie della stagione a venire.

## Rosa
| N. |                   | Ruolo | Calciatore         |
| -- | ----------------- | ----- | ------------------ |
|    | Italia (bandiera) | D     | Luigi Asti         |
|    | Italia (bandiera) | C     | Orlando Bissi      |
|    | Italia (bandiera) | A     | Bruno Camporese    |
|    | Italia (bandiera) | C     | Emilio Cassinelli  |
|    | Italia (bandiera) | A     | Albino Cella       |
|    | Italia (bandiera) | D     | Ernesto Cesena     |
|    | Italia (bandiera) | C     | Carlo Colombetti   |
|    | Italia (bandiera) | C     | Pompeo Cucchetti   |
|    | Italia (bandiera) | C     | Alessandro Ferrari |
|    | Italia (bandiera) | C     | Piero Ferri        |

| N. |                   | Ruolo | Calciatore         |
| -- | ----------------- | ----- | ------------------ |
|    | Italia (bandiera) | D     | Mario Gabbiani     |
|    | Italia (bandiera) | C     | Alberto Galandini  |
|    | Italia (bandiera) | A     | Franco Ghiadoni    |
|    | Italia (bandiera) | C     | Rinaldo Marchesi   |
|    | Italia (bandiera) | P     | Learco Menta       |
|    | Italia (bandiera) | D     | Giorgio Pampana    |
|    | Italia (bandiera) | D     | Bruno Perissinotto |
|    | Italia (bandiera) | P     | Luigi Saletti      |
|    | Italia (bandiera) | A     | Italo Tenca        |
|    | Italia (bandiera) | A     | Giampiero Trubia   |

## Risultati

### Girone di andata
| Arbitro: | Grondona (Genova) |

|            |           |            |
| Crippa 44’ | Marcatori | 7’ Ferrari |

| Arbitro: | Visconti (Asti) |

|                 |           |  |
| Asti 78’ (rig.) | Marcatori |  |

| Arbitro: | Mancinelli (Trieste) |

|                               |           |           |
| Ronchi 53’ Moretti 91’ (rig.) | Marcatori | 72’ Tenca |

| Arbitro: | Leita (Udine) |

|                                        |           |                                 |
| Marchesi 8’ Ghiadoni 18’ Camporese 60’ | Marcatori | 77’ Castellazzi 89’ Sbardellini |

| Arbitro: | Revello (Oneglia) |

|                      |           |               |
| Bolli 12’ Pasino 16’ | Marcatori | 14’ Camporese |

| Arbitro: | Rastrelli (Firenze) |

|                                       |           |  |
| Ghiadoni 7’ Asti 41’ (rig.) Bissi 79’ | Marcatori |  |

| Arbitro: | Borasio (Alessandria) |

|             |           |                 |
| Borella 26’ | Marcatori | 54’ (rig.) Asti |

| Arbitro: | Allegra (La Spezia) |

|                              |           |  |
| Trubia 26’ Marchesi 74’, 80’ | Marcatori |  |

| Piacenza 2 dicembre 1956 9ª giornata | Piacenza         | 0 – 0 | Meda | Barriera Genova\| Arbitro: \| Andujar (Novara) \| |
| Arbitro:                             | Andujar (Novara) |       |      |                                                   |

| Arbitro: | Prada (Torino) |

|  |           |                       |
|  | Marcatori | 1’ Trubia 33’ Ferrari |

| Arbitro: | Galatolo (Santa Margherita Ligure) |

|                                                |           |  |
| Colombo 47’ (aut.) Cella 49’, 83’ Ghiadoni 79’ | Marcatori |  |

| Arbitro: | Gazzano (Genova) |

|             |           |                        |
| Colombo 80’ | Marcatori | 5’ Marchesi 12’ Trubia |

| Piacenza 6 gennaio 1957 13ª giornata | Piacenza           | 0 – 0 | Lilion Snia Varedo | Barriera Genova\| Arbitro: \| Luparia (Vercelli) \| |
| Arbitro:                             | Luparia (Vercelli) |       |                    |                                                     |

| Arbitro: | Molinari (Genova) |

|             |           |           |
| Musiani 23’ | Marcatori | 52’ Cella |

| Arbitro: | Marengo (Chiavari) |

|                        |           |                                    |
| Marchesi 58’ Cella 64’ | Marcatori | 13’ Morandotti 67’ (rig.) Citterio |

| Arbitro: | Gay (Asti) |

|  |           |                                              |
|  | Marcatori | 8’, 25’, 58’ Ghiadoni 29’ Marchesi 31’ Cella |

| Arbitro: | Marazia (Cuneo) |

|                                          |           |             |
| Marchesi 10’ Ferri 17’ Ghiadoni 21’, 80’ | Marcatori | 84’ Bazzani |

### Girone di ritorno
| Arbitro: | Righetti (Torino) |

|           |           |              |
| Cella 61’ | Marcatori | 4’ Cinquanta |

| Arbitro: | Pastechi (Pisa) |

|                       |           |  |
| Conca 4’ Donadoni 49’ | Marcatori |  |

| Arbitro: | Negri (Monza) |

|                                           |           |                    |
| Cella 3’ Trubia 21’ Colombetti 72’ (rig.) | Marcatori | 67’ (rig.) Moretti |

| Arbitro: | Ascari (Carpi) |

|  |           |           |
|  | Marcatori | 69’ Cella |

| Piacenza 10 marzo 1957 22ª giornata | Piacenza              | 0 – 0 | Malnatese | Barriera Genova\| Arbitro: \| Sanguineti (Chiavari) \| |
| Arbitro:                            | Sanguineti (Chiavari) |       |           |                                                        |

| Arbitro: | Angonese (Mestre) |

|  |           |             |
|  | Marcatori | 76’ Ferrari |

| Arbitro: | Camporese (Mestre) |

|                           |           |  |
| Ghiadoni 21’ Marchesi 36’ | Marcatori |  |

| Arbitro: | Politano (Cuneo) |

|              |           |            |
| Riccardi 78’ | Marcatori | 19’ Trubia |

| Arbitro: | Gazzano (Genova) |

|                     |           |                      |
| Panigada 78’ (rig.) | Marcatori | 8’ Ferrari 60’ Cella |

| Arbitro: | Galatolo (Santa Margherita Ligure) |

|                           |           |              |
| Marchesi 42’ Ghiadoni 50’ | Marcatori | 63’ Antonini |

| Arbitro: | Marchiori (Padova) |

|                               |           |           |
| Pozzoli 27’ Bernasconi II 79’ | Marcatori | 76’ Cella |

| Arbitro: | Facchini (Firenze) |

|            |           |                          |
| Trubia 59’ | Marcatori | 23’ Mandelli 89’ Colombi |

| Varedo 5 maggio 1957 30ª giornata | Lilion Snia Varedo  | 0 – 0 | Piacenza | Stadio Comunale\| Arbitro: \| Rastrelli (Firenze) \| |
| Arbitro:                          | Rastrelli (Firenze) |       |          |                                                      |

| Arbitro: | Marazia (Cuneo) |

|                 |           |              |
| Asti 26’ (rig.) | Marcatori | 16’ Prestini |

| Arbitro: | Orlandi (Torino) |

|               |           |                          |
| Brambilla 40’ | Marcatori | 74’ Ghiadoni 75’ Ferrari |

| Arbitro: | Righetto (Conegliano Veneto) |

|                                          |           |  |
| Cella 58’ Marchesi 64’ Ghiadoni 76’, 78’ | Marcatori |  |

| Arbitro: | Biorci (Genova) |

|                              |           |              |
| Bernini 51’ (rig.) Galli 80’ | Marcatori | 18’ Ghiadoni |